# Henry Miller

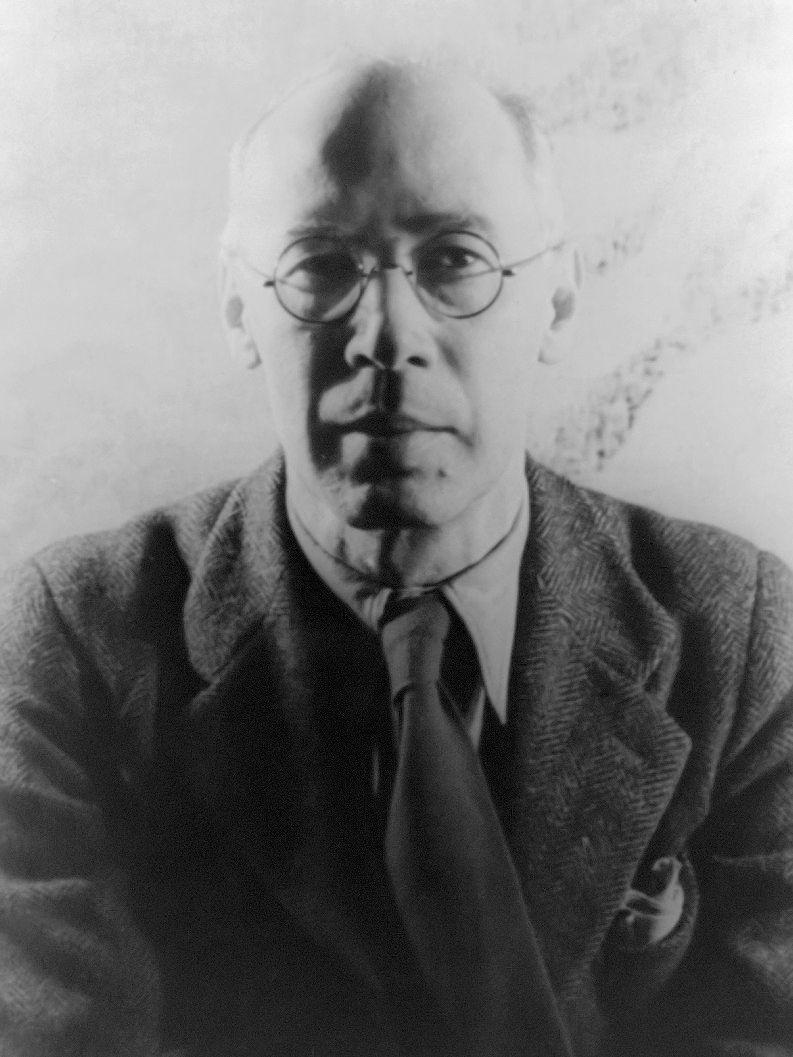
Henry Miller, 1940. Fotografie von Carl Van Vechten

Henry Valentine Miller (* 26. Dezember 1891 in New York; † 7. Juni 1980 in Los Angeles) war ein US-amerikanischer Schriftsteller und Maler.

## Biografie

### Herkunft und frühe Jahre
Henry Miller wurde am 26. Dezember 1891 im New Yorker Stadtteil Yorkville (Manhattan) als Sohn von Heinrich Miller (* 1865) und Luise Marie Nieting (* 13. Januar 1869) geboren, die 1890 geheiratet hatten. Beide – in den USA geborenen – Eltern stammten von deutschen Einwanderern, sein Großvater väterlicherseits war der Schneidermeister Heinrich Müller, der in Minden an der Weser geboren worden war, der Vater seiner Mutter war Valentin Nieting (* 7. Juli 1836) aus Darmstadt, nach dem Henry Miller seinen zweiten Vornamen trug. Auch er war Schneider und war über London, wo er in der Savile Row arbeitete, nach New York gekommen. Beide Großväter hatten Deutschland um 1860 verlassen, um dem Militärdienst zu entgehen. Die Eltern heirateten in der evangelisch-lutherischen Kirche Sankt Mark an der East-Sixth Street: »Beide waren Lutheraner, gingen allerdings nicht zur Kirche, und richteten sich nach den Normen der Mittelschicht.«
Am 11. Juli 1895 wurde seine Schwester Lauretta Anna geboren, die schon im Kindesalter eine psychische Störung entwickelte. Bis zur Schulzeit war deutsch Henry Millers Muttersprache, da beide Familien zu Hause ihre deutschen Traditionen pflegten.
1892 zogen die Millers in das Haus der Schwiegereltern Nieting im Stadtteil Williamsburg: „Das Millerhaus, ein dreistöckiger Backsteinbau mit einem Laden im Parterre, war eines der besseren in diesem Viertel.“ Dort war Heinrich Miller in der angesehenen Schneiderwerkstatt seines Schwiegervaters als Schneider tätig. Um 1900 kaufte Valentin Nieting ein Haus in der 1063 Decatur Street in Bushwick, das er den Millers nach seinem Tod vererbte.
Henry lernte Klavierspielen und hatte erste Erfahrungen mit unerfüllter Liebe (Cora Seward). Das Verhältnis zum Vater war liebevoll, das zur Mutter, deren Stimmungslagen zwischen Kälte und Wut schwankten, distanziert. 1977 notierte er einen Traum, in dem seine Mutter ihm begegnete: „Nachdem sie so viel gesagt hatte, was mir vernünftig vorkam, beschloss ich, sie direkt zu fragen, warum sie immer so kalt zu mir gewesen war. Vor allem wollte ich wissen, warum sie nie ein Wort Trostes für mich übrig gehabt hatte, wenn sie wusste, dass mir das Herz brach…“

### Versuche in Studium und Beruf
1909 bestand Miller das Abschlussexamen an der Eastern District High School als zweitbester seiner Klasse, erhielt auch ein Stipendium am Cornell College für das Fach Deutsch, die Familie konnte aber die damit in einer anderen Stadt (Ithaka N.Y.) gleichwohl verbundenen weiteren Kosten auf Dauer nicht aufbringen. Danach studierte er ein Semester am City College in New York, das keine Studiengebühren verlangte, in diversen Fächern, brach das Studium jedoch nach zwei Monaten ab, da ihm die vorgegebene Leseliste nicht gefiel. „Wenn ich solche Lektüre lesen muss“, sagte Miller, womit er sich auf Faerie Queene von Edmund Spenser bezog, „gebe ich auf.“ Danach arbeitete er bis 1911 als Büroangestellter der Atlas Portland Cement Company im Finanzdistrikt von New York, und in weiteren Zufallsjobs. Privat widmete er sich exzessiver Lektüre und gab nebenher für 0,35 $ pro Stunde Klavierunterricht.

### Affairen und erste Ehe
Bei einer seiner Klavierschülerinnen traf er 1911 eine Freundin von deren Mutter, Pauline Chouteau, mit der er sich kurz danach liierte und zeitweise zu ihr zog. Sie war Hausmeisterin, 15 Jahre älter und sehr liebevoll zu ihm. Seine Mutter lehnte die Beziehung ab. 1913 floh er für ein halbes Jahr nach Kalifornien und arbeitete dort zeitweise in einer Zitronenplantage. Über Motive und Ablauf dieser Reise hat er sich autobiografisch unterschiedlich geäußert. Aber seine romantischen Vorstellungen kollidierten schnell mit der Realität. Schon wenige Monate darauf war er wieder zurück in New York. Er begann bei seinem Vater in der Schneiderei zu arbeiten, wo er seine Vorliebe für feine Stoffe und Anzüge entdeckte, die er sein Leben lang beibehalten sollte. Gleichzeitig begannen erste Versuche, selbst zu schreiben.
Bei einer Hochzeitsfeier begegnete er im Oktober 1915 Beatrice Sylvas Wickens, einer Pianistin, die nach einer Karriere suchte und nebenher Klavierstunden gab. Sie war ein Jahr jünger als er (* 1892). Sie hatten eine Affäre miteinander, von der Pauline erfuhr. Danach trennte er sich von Pauline, wohnte wieder bei seinen Eltern und half dem Vater neben anderen Jobs in seiner Schneiderwerkstatt. Als im Juni 1917 die jungen Männer in den USA Musterungsbescheide erhielten, heiratete er Beatrice, um einer drohenden Einziehung in den Ersten Weltkrieg zu entgehen. Ihre Tochter Barbara wurde am 30. September 1919 geboren. Doch nach der Heirat schlug sein erster Eindruck um, er hatte nun das Gefühl, als lebe er wieder bei seiner Mutter. Beatrice war ihm gegenüber kritisierend und fordernd und spottete über seinen Ehrgeiz, Schriftsteller werden zu wollen. Er war nicht imstande, längere Zeit auf einer Arbeitsstelle auszuharren, womit er Beatrice hätte zufriedenstellen können. Immer wieder ließ er sich entlassen, um zu schreiben oder philosophische Schriften zu studieren. Nach der Scheidung der Eltern (21. Dezember 1923) lebte Barbara bei ihrer Mutter und sah ihren Vater erst 30 Jahre später wieder. Die Mutter verhinderte bis dahin Kontakt und Korrespondenz.

### Personalmanager bei der Western Union Telegraph Company
Im Jahr 1920, nachdem das Schneidergeschäft seines Vaters insolvent geworden war, bewarb sich Miller um eine Stelle als Bote bei der Western Union Telegraph Company New York, erhielt aber eine Absage. Er beschwerte sich daraufhin wütend an höherer Stelle in der Firma und fragte, warum man ihn nicht für eine dermaßen einfache Tätigkeit einstellen wollte. Dies machte Eindruck, und er bekam den Arbeitsplatz, der ihm vorher versagt worden war. Mit einer Zusatzaufgabe: Er sollte als Bote die verschiedenen Filialen kennenlernen und für die Geschäftsführung regelmäßig Berichte abliefern. Im Gegenzug wurde ihm eine Stelle als Personalleiter in einer der zahlreichen Filialen der Western Union Telegraph Company in Aussicht gestellt, sobald er ausreichend Erfahrung gesammelt und sich bewährt hätte. Diese Stelle trat er nach einigen Monaten auch an. Das alltägliche Heuern und Feuern, die menschlichen Tragödien und die seinem Empfinden nach höllische Maschinerie der Firma sollten später die Grundlage für seinen Roman Wendekreis des Steinbocks bilden.
Der Chef der Telegraph Company kam eines Tages mit der Idee zu ihm, dass jemand ein Buch über Boten in der Art von Horatio Alger schreiben sollte. Miller wurde dafür von seinem Arbeitgeber beurlaubt und schrieb das Buch innerhalb von drei Wochen. Miller präsentierte ein Buch mit dem Titel Clipped Wings, das zwölf Boten einer Telegraphengesellschaft zum Inhalt hat. Miller schrieb über „sanfte Seelen, welche beleidigt und verletzt sind, die Amok laufen oder Gewalt ertragen und erleiden; Geschichten voller Leid und Bitterkeit, in denen die Menschen entweder zu Mördern werden oder sich selbst umbringen, gewöhnlich beides“ Miller betrachtete das Buch als Misserfolg, da er nicht viel Ahnung vom guten Schreiben hatte; doch dieser erste Versuch ließ in ihm einen starken Drang entstehen, das schriftstellerische Schreiben zu erlernen und mehr darüber zu erfahren.

### Henry und June
Henry Miller traf June in einem New Yorker Club und sie begannen eine außereheliche Affäre, die im August 1923 damit endete, dass Henry seine Frau Beatrice verließ und mit June zusammenzog. June Edith Smith wurde am 28. Januar 1902 in Galizien (damals: Kaiserreich Österreich) in eine jüdische Familie polnischen Ursprungs unter dem Namen Smerth geboren. 1907 wanderte die Familie in die USA aus und nannte sich dort Smith. Sie selbst nannte sich später zeitweise Julia Mansfield, vermutlich nach der von ihr verehrten Schriftstellerin Katherine Mansfield. 1923 lebte sie noch bei den Eltern und verdiente ihr Geld in Tanzclubs als Begleittänzerin von Männern, die auf diese Weise Unterhaltung und Kontakt suchten („Taxigirl“). Manche dieser Männer, die sie auch in den Privatclubs („speake-easy“) traf, die sich in der Prohibition gebildet hatten, waren bereit, ihre Tischdamen auch in ihren beruflichen Ambitionen zu unterstützen – nicht immer mit sexuellen Forderungen verbunden. June entwickelte mit der Zeit große Fähigkeiten für solche Flirts, die sie „Gold schürfen“ nannte.
Dazu „schminkte sie sich jetzt auf groteske Weise, bevor sie zur Arbeit ging: Kohlenstaub und Vaseline um die Augen, reichlich Wimperntusche, purpurroter Lippenstift und eine grüne Puderschicht auf den Backen....Miller klagte, June sehe damit aus wie eine Hure.“ Sie verdiente so gut, dass sie ihn 1924 dazu ermunterte, seine Arbeitsstelle aufzugeben und seine Schreibversuche fortzuführen. Sie unterstützte Miller finanziell, sodass er seine autodidaktische Bildung fortsetzen und seinem Traum von der Schriftstellerei intensiver nachgehen konnte. In dieser Zeit begann er, kürzere Arbeiten auf eigene Kosten drucken zu lassen und in Form kleiner Subskriptionen (genannt mezzotintos) zu veröffentlichen, die er mit Hilfe seiner Frau June und einiger Freunde auf der Straße, in Restaurants und in Bars vertrieb. June bezeichnete diese Texte oft als ihre eigenen, weil das den Absatz förderte.

### Henry, June und Jean
Im Herbst 1926 traf June in einem der Clubs, in denen auch Schwule, lesbische Frauen und Leute aus der Kunstszene Affären suchten, die Künstlerin Martha Andrews, die aus einer reichen Familie in Baltimore stammte und sich gelegentlich Mara oder Marion, meist aber „Jean Kronski“ nannte. Sie war ein androgyner Typ und kleidete sich oft im männlichen Stil, sodass viele sie für lesbisch oder bisexuell hielten.  Kurze Zeit später zog Jean zu Henry und June, und alle drei lebten einige Monate lang in einer Wohngemeinschaft. Hier fassten June und Jean den Entschluss, nach Paris zu reisen, um Europa zu erkunden. Dort hatte sich in der Zeit nach dem Ersten Weltkrieg nicht zuletzt wegen der günstigen Devisenverhältnisse eine starke amerikanische Künstlerkolonie gebildet, unter ihnen auch Hemingway. Sie lebten dort zwei Monate vom April bis Juni 1927, teilweise unterstützt von Henry, der sich dazu Geld von Verwandten borgte. Die Freundschaft mit June endete in dieser Zeit, weil Jean mit einem Mann nach Marokko reiste. Jean starb 1942 durch Suizid.

### Henry und June in Europa
Zurück in New York traf June auf einen Autor des New Yorker, Roland „Pop“ Freedman, einen wohlhabenden Mann, der sich in sie verliebte und sie heiraten wollte. Er hielt sie für eine Dichterin, weil sie die von Henry Miller geschriebenen mezzotintos als eigene Werke ausgegeben hatte, um sie so leichter verkaufen zu können. Er regte sie an, einen Roman zu schreiben. Diesen Auftrag gab sie an Henry Miller weiter, der sich an die Arbeit machte. So entstand das 350-seitige Manuskript eines Buches mit dem Arbeitstitel Moloch, das 1927 abgeschlossen wurde und erst postum unter seinem Namen veröffentlicht wurde. Es schildert – nur leicht verfremdet – Personen aus dem New Yorker Freundeskreis der beiden. Teilweise finanziert von Freedman reisten Henry und June vom Juli 1928 bis Januar 1929 zunächst nach Paris und dann in verschiedenen Städte Europas bis hin nach Czernowitz, wo sie Verwandte von June besuchten. Freedman starb in den dreißiger Jahren durch Suizid.

### Paris: Henry, Anais und June

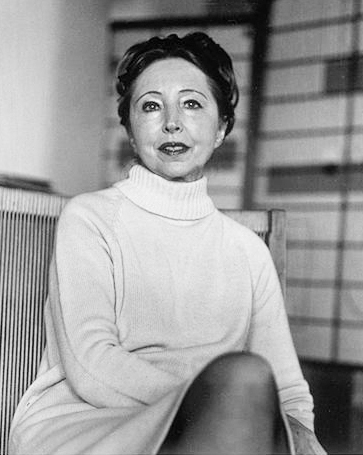
Anaïs Nin in den 1970er-Jahren

Ein Jahr nach ihrer Rückkehr entschloss Henry Miller sich, allein nach Paris zurückzukehren. Anfangs schickte June ihm regelmäßig Geld über das Büro des American Express, aber er fand auch einzelne Aufträge als Journalist. 1931 nahm er einen Job bei der Pariser Ausgabe der Zeitschrift Chicago Tribune als Korrektor an, was er seinem Freund Alfred Perlès verdankte, der dort arbeitete und zeitweise mit ihm zusammen wohnte. Diese Zeit wird in dem teilweise autobiographischen, erstmals 1940 erschienenen und 1956 überarbeiteten Roman Stille Tage in Clichy beschrieben, der ursprünglich aus den beiden Romanfragmenten Stille Tage in Clichy und Mara Marignon bestand. In Paris fühlte er sich besonders den unkonventionellen Künstlern nahe, was ihm half, seinen eigenen schriftstellerischen Stil zu entwickeln. Hin und wieder kam June aus New York zu Besuch. Seine wichtigste Muse und Förderin war die in Frankreich geborene amerikanische Schriftstellerin Anaïs Nin, die ihm aufgrund ihres psychologischen Einfühlungsvermögens die entscheidenden inhaltlichen Impulse zur schriftstellerischen Selbstfindung gab. Anaïs Nin (* 1903) war mit dem, bei der First National Bank beschäftigten Bankier Hugh Guiler verheiratet, der seit 1925 in Paris beschäftigt war. Sie war literarisch interessiert und dabei, ein Manuskript über das Werk von D.H. Lawrence zu veröffentlichen und kannte einige journalistische Veröffentlichungen von Miller. Richard Osborn, ein mit dem Ehepaar befreundeter Kollege Guilers regte sie an, ihn und June bei Gelegenheit zu sich einzuladen. Daraus entwickelte sich nicht nur eine Beziehung zwischen Anaïs Nin und Miller, sondern zeitweise auch zwischen Anaïs und June.
Anaïs Nin verfasste schließlich das Vorwort zu Millers erstem Buch und verarbeitete die Beziehung der drei in ihren Tagebuchaufzeichnungen Henry, June und ich.
Ende 1932 kam es zwischen Henry und June zu einem grundlegenden Streit, der das Ende ihrer Beziehung bedeutete. June kehrte wieder nach New York zurück. Wie bei allen seinen Beziehungen blieb Miller mit den Frauen brieflich und in anderer Weise über viele Jahre lang in Kontakt, was ihn nicht hinderte, sofort nach anderen Beziehungen zu suchen. So intensivierte sich die Beziehung zwischen Miller und Anaïs Nin: Sie unterstützte ihn nicht nur finanziell, er konnte auch zeitweise in einer Hausmeisterwohnung über der Garage des Ehepaars wohnen. Das verschaffte ihm genügend Freiraum für seine eigenen Arbeiten. Einige von ihnen fasste er unter dem Titel Crazy Cock (Verrückter Schwanz) zusammen, konnte dafür aber keinen Verleger finden. Sie wurden erst posthum veröffentlicht.

### Der literarische Durchbruch
Ab Mitte 1932 hatte Miller erstmals in Paris einen festen Wohnsitz: Er teilte sich eine Wohnung mit seinem Freund Alfred Perlès in Clichy. Dort entstand sein erster veröffentlichter Roman Tropic Of Cancer (Wendekreis des Krebses), der im September 1934 von Jack Kahane in seinem Verlag Obelisk veröffentlicht wurde. Dem Verleger war klar, dass das Buch außerhalb Frankreichs wegen der in Großbritannien und den USA damals geltenden Gesetzeslage dort als obszön verboten werden konnte und untersagte ausdrücklich den Export dorthin. Da die Rechtslage auch in Frankreich unsicher war, entschloss er sich nur zu der Veröffentlichung, weil Anaïs Nin ihm eine Bürgschaft über 5000 $ für den Fall gegeben hatte, dass das Buch auch dort verboten würde. Das Geld dafür borgte sie sich von ihrem Psychoanalytiker Otto Rank, dem Miller ebenfalls begegnet war. In den nächsten fünf Jahren konnte Miller noch zwei weitere Romane veröffentlichen: 1936 Black Spring (Schwarzer Frühling) und 1939 Tropic Of Capricorne (Wendekreis des Steinbocks). Parallel dazu schrieb er zahllose weitere Texte, die teilweise später Eingang in andere Bücher fanden.

### Zurück in Amerika: Big Sur

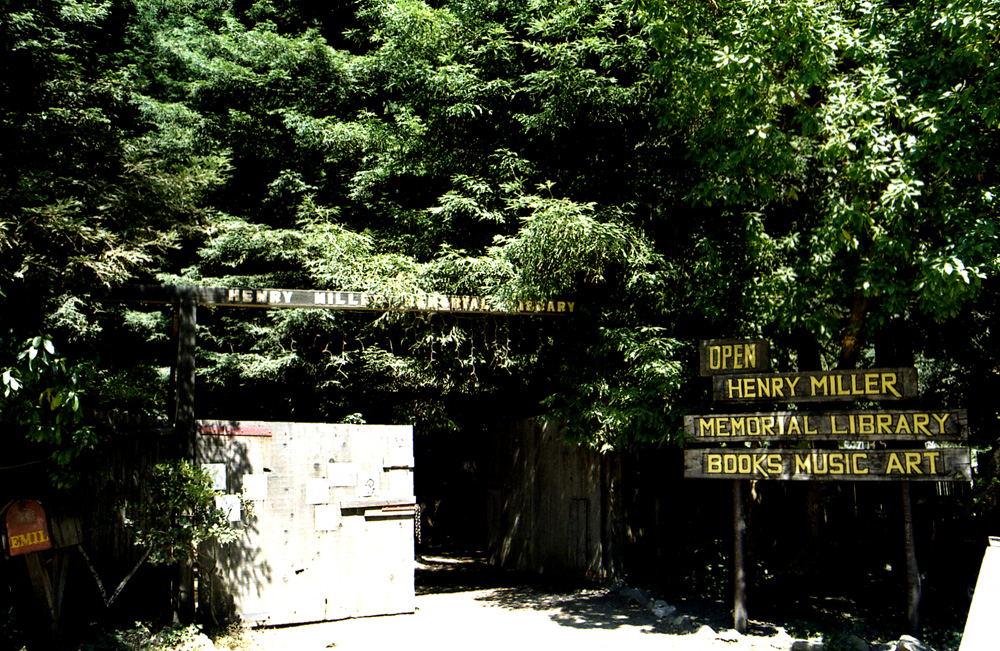
Eingang zur Henry Miller Memorial Library in Big Sur

1939 zog Henry Miller nach Griechenland, im Jahr darauf kehrte er wegen des Zweiten Weltkriegs in die USA zurück. 1940 unternahm er mit dem Maler Abraham Rattner (1895–1978), den er in den 1930er Jahren in Paris kennengelernt hatte, von New York aus eine Reise in den Süden der USA. Millers Beschreibung und Rattners Illustrationen der Reise wurden 1945 veröffentlicht in The Air-Conditioned Nightmare (Der klimatisierte Alptraum).
1944 suchte Henry Miller einen Platz, an dem er bleiben und ruhig arbeiten konnte. Seine finanziellen Mittel waren damals äußerst beschränkt. 1944 nahm Maurice Girodias, der Sohn seines Verlegers Jack Kahane, der die Rechte in seine Editions du Chêne übernommen hatte, Kontakt mit ihm auf. Er hatte auch in der Besatzungszeit nicht schlecht verkauft, sodass Henry Miller auf seinem französischen Konto ein Guthaben von ca. 40.000 $ hatte, das sich in der Folgezeit durch Währungsumstellung etc. bis 1947 auf 37.000 $ verringerte. Ein Transfer gelang wegen Devisenbeschränkungen nur in kleinen Teilbeträgen, sodass er ständig unter Geldnot litt. In mehreren Briefen bat er seine Freunde um Geld. Im März 1944 verfasste er etwa einen „offenen Brief“ an 20 wohlhabende Freunde mit der Bitte, ihm 50 Wochen lang 50 $ pro Woche zu schicken: „Seit er nach Amerika zurückgekehrt sei, habe er nie mehr als 3-oder 400 $ verdient – mit der Ausnahme von 1943, als ihm die Aquarelle 1400 $ eingebracht hätten. Schätzungsweise habe er beinah 24.000 $ Schulden.“ Jean Varda, ein Bildhauer, der in der Nähe von Monterey wohnte, vermittelte ihm eine Blockhütte in der  Partington Ridge auf dem Big Sur. Sie hatte weder Strom noch Wasser oder Heizung, sollte aber nur zehn US-Dollar pro Monat kosten. Es gab in der Gegend keinerlei Infrastruktur. Dreimal in der Woche kam ein fliegender Händler um die etwa 50 Menschen, die dort wohnten, mit dem Nötigsten zu versorgen. Es waren Künstler und andere Aussteiger.
1948 konnte er das Haus, in dem er wohnte, für 7000 $ kaufen. Dort lebte und arbeitete er für die nächsten 15 Jahre und setzte seine schriftstellerische Tätigkeit fort.
Millers Hauptwerk aus dieser Periode stellt das dreibändige Werk „The Rosy Crucifixion“ dar, welches „Sexus“ (1949), „Plexus“ (1953) und „Nexus“ (1960) umfasst. Diese drei Bände beinhalten seine früheren Erlebnisse und Abenteuer. Darüber hinaus schrieb Miller:
- „Lawrence Durrell/Henry Miller“ – Briefe 1935–1959, 1962 veröffentlicht. Der Briefwechsel wurde fortgeführt bis 1980.
- „Briefe an Anaïs Nin“, 1965 veröffentlicht.
- „Die Welt des D. H. Lawrence: Eine leidenschaftliche Anerkennung“, 1980 veröffentlicht.
- „Opus Pistorum“, 1983 posthum veröffentlicht. Die meisten Kritiker bezweifeln bei diesem rein pornografischen Werk, dass es sich hierbei wirklich um Millers Arbeit handelt. Bekannt ist nur, dass Miller dem Verleger dieses Buches angeblich immer wieder einzelne Seiten verkauft haben soll. Einzelheiten dazu unter Opus Pistorum.

### Janina Martha Lepska, Eve McClure und Hiroko Tokuda
Henry Miller war im Dezember 1934 von June geschieden worden und hatte seither einzelne Affären gehabt. Nach seiner Rückkehr in die USA lernte er mit 53 Jahren in Yale die polnischstämmige Literaturstudentin Janina Martha Lepska (* 1923) bei einem Vortrag kennen, den er dort hielt. Beide waren sofort für einander entflammt, heirateten bereits am 18. Dezember 1944 und dann folgte Janina ihm nach Big Sur. Dort wurde am 19. November 1945 die Tochter Valentine und am 28. August 1948 der Sohn Tony geboren.
Die Lebensverhältnisse waren extrem schwierig und es gab immer wieder finanzielle Engpässe, auch deshalb, weil die in Europa verdienten Honorare nicht nach Amerika transferiert werden konnten. Beide verstanden sich schlecht. 1952 war die Ehe zu Ende. Beide blieben danach jahrzehntelang nicht nur wegen der Kinder miteinander verbunden, die teilweise bei der Mutter und bei dem Vater lebten. 1963 verließ Henry Miller Big Sur und mietete ein Haus in Pacific Palisades, groß genug, um darin die Kinder und auch die Exfrau Janina Lepska unterzubringen; die zog aber ein Jahr später wieder aus und nahm fast alle Möbel mit. Später erwarb er das Haus für 77.000 $.
Kurz nach der Trennung heiratete er Eve McClure (* 1928), eine Künstlerin, die ihm einen Fanbrief geschrieben hatte. Sie blieben fast neun Jahre zusammen und trennten sich im April 1961. Eve starb vier Jahre später alkoholkrank.
Einige Jahre später lernte Henry Miller (76), die 26-jährige japanische Nachtklubsängerin Hiroko (Hoki) Tokuda kennen und verliebte sich in sie, eine Neigung, die Hoki kaum erwiderte.  Da sie ohne Visum in den USA lebte und ihre Ausweisung drohte, nahm sie seinen Heiratsantrag am 10. September 1967 an. Drei Jahre später trennten sie sich, die Scheidung erfolgte 1977.

### Die späten Jahre
In den späteren Jahren wurde Miller hauptsächlich wegen seiner Rolle als Sprecher und Denker bewundert. Den leeren Materialismus der modernen Existenz kritisierend, verlangte er eine neue Religion des Körpers und Geistes, die auf den Ideen des Philologen und Philosophen Friedrich Nietzsche (1844–1900) sowie den beiden Schriftstellern Walt Whitman (1819–1892) und D. H. Lawrence (1885–1930) beruht.
1957 wurde er in die American Academy of Arts and Letters gewählt. Er interessierte sich auch für Erziehungsfragen und unterstützte A. S. Neills Schule Summerhill finanziell.
Miller lebte in seinen letzten Jahren allein und ging hauptsächlich der Aquarellmalerei nach, ohne sich hier für einen Künstler zu halten. Er war ein enger Freund des französischen Malers Grégoire Michonze. Außerdem war er Amateurpianist.
Miller war insgesamt fünfmal verheiratet: mit Beatrice Sylvas Wickens (1917–1928), June Edith Smith (1928–1934), Janina Martha Lepska (1944–1952), Eve McClure (1953–1960) und Hiroko Tokuda (1967–1977). Die Schriftstellerin Anaïs Nin war seine bekannteste Geliebte. Beim Rowohlt Verlag, der sein Werk in Deutschland betreute, traf er die Übersetzerin und Lektorin Renate Gerhardt (36), die ihn auf Lesereisen begleitete. Sie hatten eine Liaison und zeitweise dachten sie darüber nach, irgendwo in Europa zusammenzuleben. Diese Pläne wurden aber aufgegeben. 1962 schied sie bei Rowohlt aus und gründete einen eigenen Verlag, der bald in finanzielle Schwierigkeiten geriet. Miller unterstützte sie über mehrere Jahre hinweg mit insgesamt 30.000 $.
Henry Miller war 1,73 m groß und Zeit seines Lebens sportlich und schlank.
Er starb am 7. Juni 1980 in Pacific Palisades, Kalifornien.

## Rechtliche Auseinandersetzungen
Die sprachliche Offenheit bei erotischen Beschreibungen führte dazu, dass Millers Bücher bis in die 1960er Jahre in den USA und in Großbritannien verboten waren. In Frankreich war sein Buch „Sexus“ 18 Jahre lang nicht für die Veröffentlichung zugelassen. Ab Mitte der fünfziger Jahre waren in der US-Rechtsprechung liberalere Tendenzen erkennbar, sodass einige Verleger – darunter Barney Rosset von Grove Press – sich entschieden, als erstes den Wendekreis des Krebses zu veröffentlichen. Dieser Verlag hatte zuvor die Veröffentlichung von D.H. Lawrence‘ Lady Chatterleys Lover gerichtlich durchgesetzt. Rosset schloss einen Vertrag mit Henry Miller, in dem der Verlag 10.000 $ sofort und 40.000 $ garantierten Vorschuss übernahm und sich verpflichtete, sämtliche Kosten zu tragen, die mit eventuellen Gerichtsverfahren verbunden wären. Am 24. Juni 1961 erschien das Buch und verkaufte sich innerhalb eines Jahres mit ungewöhnlichem Erfolg: 100.000 Exemplar Hardcover und ca. 1 Million Paperbacks. Die erwarteten Gerichtsverfahren, die 1962 auch zu einem Haftbefehl durch ein Gericht in Brooklyn gegen Henry Miller und den Verleger führten, zogen sich bis 1964 hin, bis endlich der Oberste Gerichtshof der Vereinigten Staaten die Verurteilung des Buches durch ein Gericht in Florida aufhob. Das oberste Gericht der USA erklärte das Buch für nicht obszön und der modernen Literatur zugehörig, mit der Folge, dass auch die Gerichtshöfe in anderen US-Bundesstaaten die Verfahren einstellten. Die Anwalts- und Gerichtskosten für etwa 60 Gerichtsverfahren beliefen sich auf ca. 100.000 $.  Danach konnten alle seine anderen Bücher ebenfalls veröffentlicht werden. Das bedeutete gleichzeitig das Ende aller finanziellen Sorgen des damals 72-jährigen Henry Miller.

## Literarischer Stil und Einflüsse

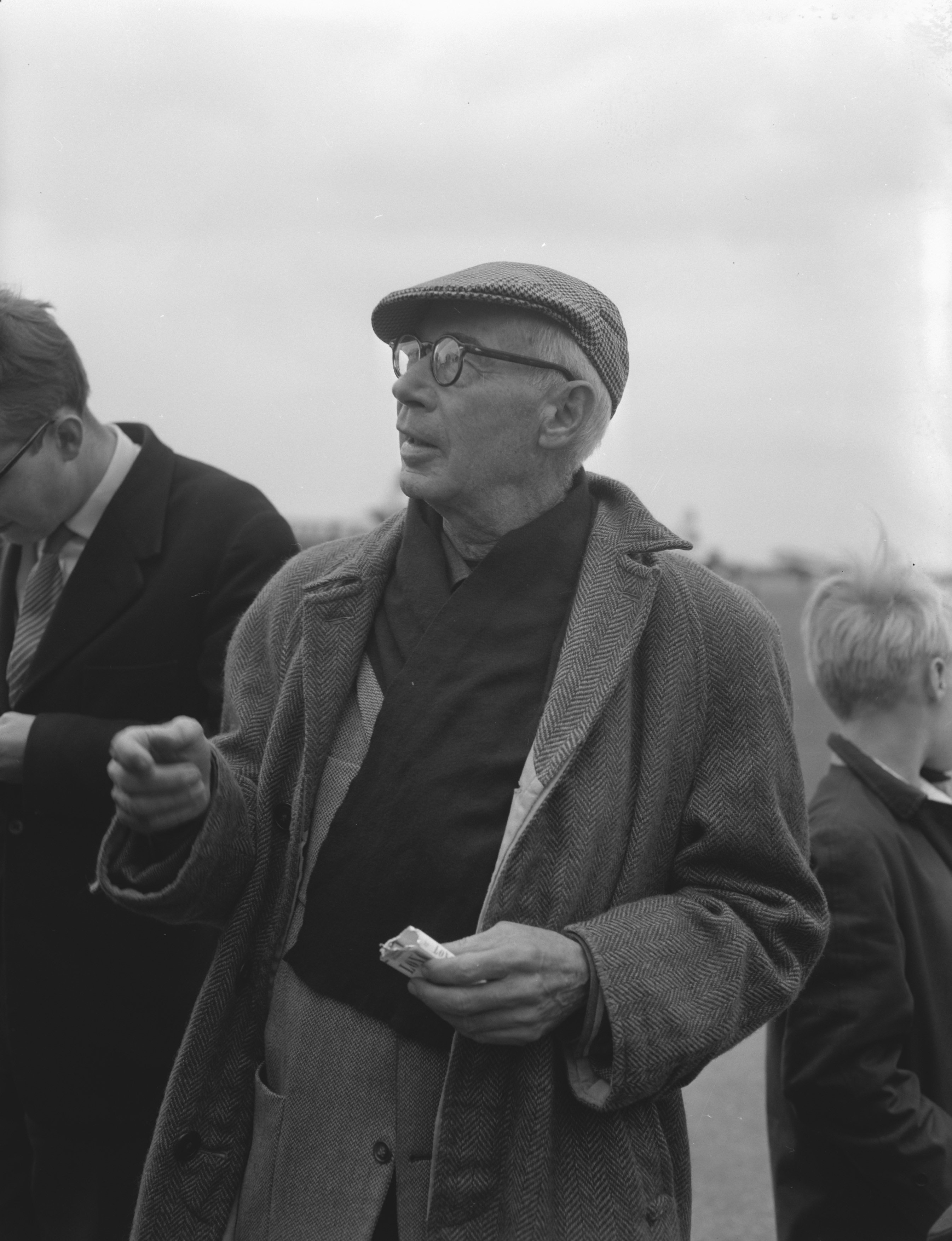
Henry Miller (1959)

Millers Stil umfasst eine stark naturalistische Schreibweise mit surrealen Visionen und lyrisch gefärbter Prosa. Seine Kritik an der modernen, vor allem amerikanischen Zivilisation ist maßgeblich beeinflusst durch seine Rezeption von Nietzsches Lebensphilosophie und Spenglers Untergang des Abendlandes, in deren Zeichen er auch psychoanalytische Ideen verarbeitet. Zeitlebens orientierte er sich an den großen Weisheitslehrern der Menschheit wie Buddha oder Laotse und dem Taoismus. Er war ein Bewunderer der amerikanischen Feministin und Anarchistin Emma Goldman und zählte Georges Gurdjieff zu seinen spirituellen Lehrmeistern. Seine Auseinandersetzung mit esoterischen Lehren und der Astrologie macht ihn zu einem Vorläufer der New Age-Bewegung der achtziger Jahre. Zu den Autoren, die Millers Denken und Schreiben geprägt haben, zählen neben D.H. Lawrence unter anderem Dostojewski, Knut Hamsun, Sherwood Anderson und Louis-Ferdinand Céline. Dem französischen Dichter Arthur Rimbaud widmete er eine literarische Studie (Vom großen Aufstand).
Der Prozess des Schreibens und das Phänomen der Kreativität selbst spielt in Millers Werk eine große Rolle. Sein Schreiben spiegelt dabei die mitunter verzweifelte, manchmal ausgelassen-fröhliche Auseinandersetzung mit dem Leben und seinem Weg, ein Schriftsteller zu werden.
Hinter einer alle einengenden Formen verachtenden Schreibweise offenbart sich die bedingungslose Hingabe an das Leben selbst, das in seinem ungeordneten Nebeneinander von Hohem und Niedrigem, Grausamen und Zärtlichem, Lächerlichem und Anbetungswertem bejaht und vor den Augen des Lesers in seiner ganzen Mannigfaltigkeit und Intensität ausgebreitet wird. Hierin ist Miller ein Seelenverwandter von Autoren wie Walt Whitman, Ralph Waldo Emerson oder François Rabelais, deren Ringen um Unabhängigkeit und Freiheit er teilt. In diesem Zusammenhang betrachtet er Kunst und zumal Literatur vor allem auch als Mittel der Befreiung von gesellschaftlichen Fesseln, Konventionen und Zwängen.
Sein Werk spiegelt, fast ausschließlich in der Form von Autobiografie oder Tagebuch gehalten, seine mitunter surreale Gefühls- und Gedankenwelt. Die verschiedensten Charaktere in seinen Büchern weisen eine unverkennbare Physiognomie auf, mit der sie das Dasein meistern oder an ihm scheitern. Miller ging es nach eigenem Bekunden darum, das Leben so darzustellen, wie es sich ihm darbot und darum, eine künstliche Stilisierung zu vermeiden. Seine bewusst provozierend-realistischen Schilderungen von Sexualität waren Teil seiner selbsterklärten Bestrebungen, ein als verlogen und falsch empfundenes bürgerliches Wertesystem zu entlarven und durch einen ebenso nüchternen wie poetischen Individualismus zu ersetzen.
Miller wirkte mit seiner provokanten Sprache und seiner nonkonformistischen Haltung und Lebensweise auf viele Autoren der Beat Generation und des sogenannten Postmodernismus, welche wie er die Werte der Mittelschichtsgesellschaft verachteten. Bekannte Vertreter der Beat Generation waren unter anderen die Schriftsteller Jack Kerouac (1922–1969) und Allen Ginsberg (1926–1997).
George Orwell meint in seinem Essay Inside The Whale, Miller habe eine neue Stimme und eine neue Ehrlichkeit in die Literatur gebracht. Salman Rushdie widersprach dem in seinem Essay Outside The Whale 1984: Von Henry Miller werde nur seine Fähigkeit zur Provokation in Erinnerung bleiben.

## Henry Miller als Maler
Zeitlebens empfand Henry Miller eine starke Neigung zur Malerei, ohne je eine Ausbildung auf diesem Gebiet genossen zu haben. Welchen Stellenwert die Bildende Kunst für ihn besaß, zeigt die ausführliche Erwähnung aller malerischen Aktivitäten, die er in seiner selbstverfassten Kurzbiografie hinterließ. Auf seinen zahlreichen Reisen traf er immer wieder mit Malern zusammen: so z. B. 1937 mit dem amerikanischen Expressionisten Abraham Rattner in New York, 1939 mit dem Kubisten Nicolas Ghika (1906–1994) in Griechenland, 1941 mit Fernand Léger, 1945 mit dem israelischen Maler Bezalel Schatz (1912–1978; Sohn von Boris Schatz) und 1961 mit dem italienischen Bildhauer Marino Marini, der seinen Kopf in Bronze goss.
Bis auf einige Radierungen auf Kupferplatten bestand sein eigenes künstlerisches Œuvre aus mehreren hundert Aquarellen; er konnte diese Arbeiten auf etlichen Ausstellungen präsentieren und teilweise auch verkaufen:
- 1927 in Greenwich Village, NYC
- 1943 in der American Contemporary Gallery Hollywood, CA
- 1944 im Santa Barbara Museum of Art und in der Yale University Art Gallery
- 1946 kaufte Leon Shamroy mehr als 30 seiner Aquarelle
- 1954 hatte er seine erste Wanderausstellung in Japan
- 1957 in der Gallery One, London und in Israel (Jerusalem und Tel Aviv). In diesem Jahr wurde er auch zum Mitglied des National Institute of Arts and Sciences gewählt.
- 1963 ließ Henry Miller sich in die Seidenmalerei von Nonnen des Immaculate Heart College einweihen; daraufhin entstanden allein zwischen März und Juli des Jahres 115 Aquarelle.
- 1967 in der Daniel Gervis Gallery, Paris; danach in Uppsala, Schweden
- 1968 zweite Wanderausstellung in Japan (Miller hatte im Jahr zuvor die Japanerin Hiroko Tokuda, genannt ‚Hoki‘, geheiratet).

Diese tagebuchartigen Einträge enden im Jahr 1971 mit deren Übernahme in die ausführlichere Autobiografie My Life and Times by Henry Miller, die im selben Jahr im New Yorker Verlag Playboy Press erschien.

## Werke
- 1927 Moloch or This Gentile World, (Moloch oder die Gojische Welt, Goldmann-Verlag 1995, ISBN 978-3-442-42954-7) (posthum veröffentlicht)
- 1930 Verrückte Lust. mit einem Nachwort von Mary Dearborn. Goldmann, München 1991, ISBN 978-3-442-42818-2 (amerikanisches Englisch: Crazy Cock. Übersetzt von Dirk van Gunsteren, geschrieben ca 1930, postum veröffentlicht).
- 1934 Tropic of Cancer (Wendekreis des Krebses, dt EA 1953 als limitierte Auflage (1500) bei Rowohlt Hamburg)
- 1936 Black Spring (Schwarzer Frühling, dt EA 1954 als limitierte Auflage (1500) bei Rowohlt Hamburg)
- 1939 Tropic of Capricorn (Wendekreis des Steinbocks, dt. EA 1953 als limitierte Auflage (1500) bei Rowohlt Hamburg)
- 1941 The Colossus of Maroussi (Der Koloß von Maroussi, ISBN 978-3-499-10758-0)
- 1941 Opus Pistorum (ISBN 3-499-15820-5, posthum erschienen, eventuell nicht von H. M.)
- 1941 Nights of Love and Laughter (Lachen, Liebe, Nächte. Sechs Erzählungen, dt. EA 1957 bei Rowohlt als rororo-Leinenrücken 227) ISBN 978-3-499-10227-1
- 1945 The Air-Conditioned Nightmare (Der klimatisierte Alptraum, ISBN 978-3-499-11851-7)
- 1948 The Smile at the Foot of the Ladder (Das Lächeln am Fuße der Leiter, illustriert von Joan Miró, ISBN 978-3-499-14163-8)
- 1949 Sexus (ISBN 978-3-499-23373-9)
- 1952 The Books in My Life (Die Kunst des Lesens. Ein Leben mit Büchern, rororo rde 181)
- 1953 Plexus (ISBN 978-3-499-11285-0)
- 1956 Quiet Days in Clichy (Stille Tage in Clichy, ISBN 978-3-499-15161-3)
- 1957 Big Sur and the Oranges of Hieronymus Bosch (Big Sur und die Orangen des Hieronymus Bosch, ISBN 978-3-499-10849-5)
- 1960 Nexus (ISBN 978-3-499-11242-3)
- 1978 My Bike and Other Friends (Mein Fahrrad und andere Freunde. Erinnerungsblätter, ISBN 978-3-499-13297-1)
- 1979 Joey: a Loving Portrait of Alfred Perlès Together With Some Bizarre Episodes Relating to the Opposite Sex (Joey. Ein Porträt von Alfred Perlès sowie einige Episoden im Zusammenhang mit dem anderen Geschlecht, ISBN 978-3-499-13296-4)

Weitere Werke in deutscher Übersetzung:
- Frankreich. Land der Erinnerung. Fotos von Henri Cartier-Bresson, ISBN 978-3-89561-582-5.
- Jugendfreunde. Eine Huldigung an Freunde aus lang vergangenen Zeiten, übersetzt von Angela Praesent, ISBN 978-3-499-12587-4.
- Meine Jugend hat spät begonnen. Dialog mit Georges Belmont, ISBN 978-3-499-13338-1.
- Mein Leben und meine Welt. Autobiographische Bilanz mit vielen Fotos, Reinbek 1974, ISBN 978-3-499-11745-9.
- Von der Unmoral der Moral und andere Texte, ISBN 978-3-499-14396-0.
- Die Welt des Sexus, ISBN 978-3-499-14991-7.
- Der Engel ist mein Wasserzeichen. Sämtliche Erzählungen, ISBN 978-3-498-09272-6.

Kurt Wagenseil hat nahezu alle Werke Millers für den Rowohlt Verlag ins Deutsche übersetzt.

## Audio
- Ingo Abel: Das Lächeln am Fuße der Leiter, 2 CDs, Hörbuch Hamburg, Hamburg 2002, ISBN 3-89903-102-4, ISBN 3-89903-103-2.

## Verfilmungen
Der Schauspieler Rip Torn spielt in der 1970er Adaption des Buches Wendekreis des Krebses Henry Miller.
1970 wurde das Buch Stille Tage in Clichy durch den dänischen Regisseur Jens Jørgen Thorsen in einer Low-Budget-Produktion verfilmt, worin der Miller-Charakter ‚Joey‘ von Paul Valjean gespielt wird. Eine Neuverfilmung von Stille Tage in Clichy nahm der Regisseur Claude Chabrol im Jahre 1990 vor, bei der der Schauspieler Andrew McCarthy Millers Alter Ego darstellte.
Im selben Jahr wurde Miller in dem Film Henry & June von Fred Ward verkörpert.

## Filmische Dokumentationen (Auswahl)
- Big Sur – Henry Millers Paradies. Ray Müller, BR, Deutschland 1983
- Henry Miller – Prophet der Lüste. Gero von Boehm, SWR, Deutschland 2016

## Zitate
- „Arno Gruen ist der erste Psychologe, der von Nietzsche geschätzt worden wäre.“ – Henry Miller[66]
- „Einen Buddha zu schaffen, der den allgemein respektierten Buddha übertrifft, das ist eine ungeheure Tat. Siddhartha ist für mich eine wirksamere Medizin als das neue Testament.“ – Henry Miller über Hermann Hesses Roman Siddhartha[67]